# Cambio ambiental

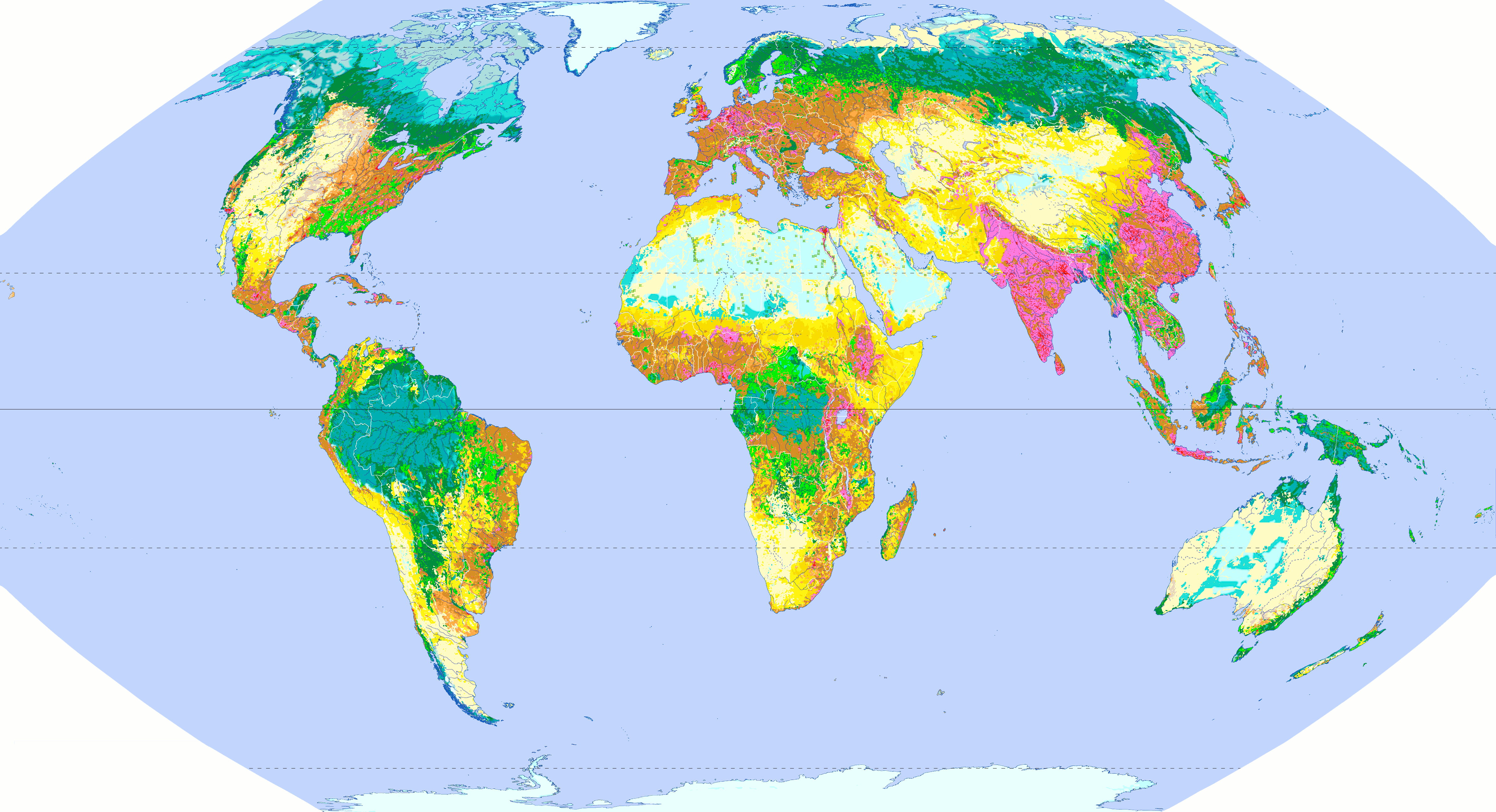
Mapa ambiental del mundo.

El cambio ambiental es un cambio o alteración del medio ambiente causado con mayor frecuencia por influencias humanas y procesos ecológicos naturales. Los cambios ambientales incluyen varios factores, como desastres naturales, interferencias humanas o interacción con animales. El cambio ambiental abarca no solo cambios físicos, sino también factores como una infestación de especies invasoras.